# Pilanesberg-Nationalpark

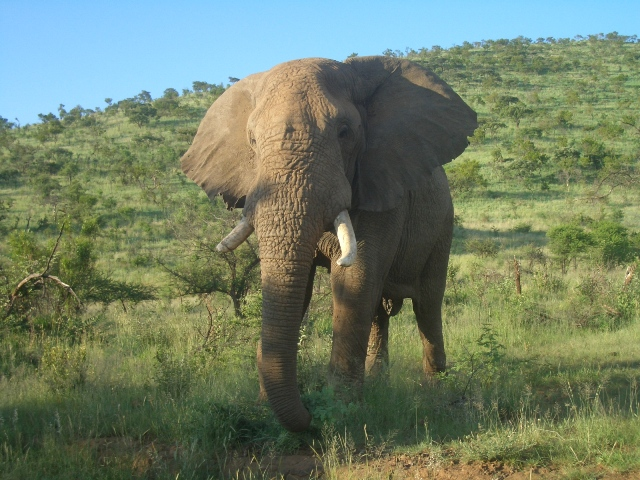
Elefant im Pilanesberg

Der Pilanesberg-Nationalpark (englisch Pilanesberg Game Reserve) ist ein Nationalpark in der Provinz Nordwest in Südafrika. Der Park liegt rund um den 1687 Meter hohen, erloschenen Vulkan Pilanesberg im Distrikt Bojanala Platinum in unmittelbarer Nachbarschaft zum Vergnügungskomplex Sun City. Er befindet sich rund 150 Kilometer nordwestlich von Johannesburg und ist etwa 55.000 Hektar groß.

## Geschichte
Bevor das Gelände zum Nationalpark umgestaltet wurde, gehörte es zum Siedlungsgebiet der Tswana. Der Park wurde im Dezember 1979 auf dem Gebiet des damals formell unabhängigen Bophuthatswana eröffnet. Mit der sogenannten Operation Genesis, dem zur damaligen Zeit größten Tierumsiedelungsprogramm der Welt, wurde der Park gegründet. Über 7000 Tiere wurden aus anderen Nationalparks im südlichen Afrika umgesiedelt. Derzeit (Stand: 2005) gibt es im Park etwa 103 Arten von Säugetieren, mehr als 350 Vogelarten, 18 verschiedene Amphibien- und 65 Reptilienarten. Er ist unter anderem auch die Heimat der Big Five.

## Geologie

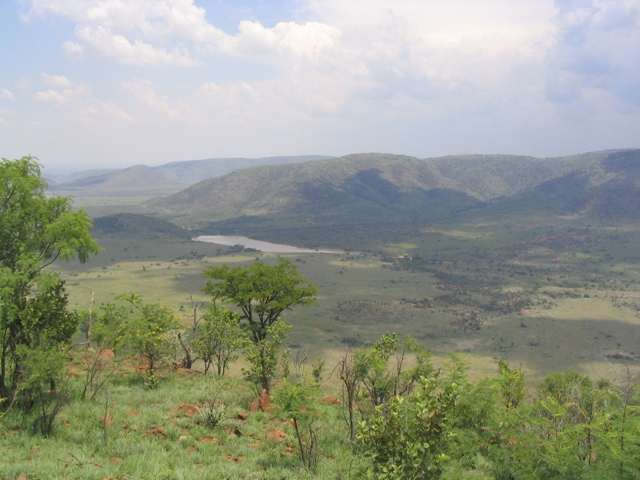
Hügellandschaft im Pilanesberg

Im Mesoproterozoikum drangen enorme Mengen von Magma in die vorhandenen Gesteine des heutigen Landstriches ein. Da diese Magmen nur sehr langsam abkühlten, bildeten sich Gesteinseinheiten, die reich an Mineralen, darunter mit Chrom- und Platingehalten, waren. Als diese Gesteinskomplexe zu Tage traten, wurde die heutige flache Landschaft gebildet, die das Gebiet um den Pilanesberg umgibt und zum Bushveld-Komplex gehört.
Später wurden die Felsen an der Oberfläche tektonischen Vorgängen ausgesetzt, die vulkanische Aktivitäten auslösten. Das Magma trat in die Gesteinskomplexe und erzeugte großräumige alkalische Gesteinseinheiten. Am Pilanesberg ereigneten sich mehrere Vulkanausbrüche. Vor dem ersten Ausbruch vor etwa 1300 Millionen Jahren ließen die magmatisch-tektonischen Vorgänge die Erdoberfläche in drei ungewöhnliche konzentrische Kreise aufbrechen. Diese Struktur wird alkaline ring complex genannt. Nach dem Ausbruch sackte die Erdkruste in die darunter entstandenen Hohlräume ab und drückt das noch vorhandene Magma in die Spalten. Das Magma erstarrte und bildet die vielen Hügel, die noch heute die Landschaft dominieren.
Der Pilanesberg hat einen Durchmesser von etwa 25 Kilometer. Seine Struktur und die Gesteine, die man dort findet, sind sehr selten. Besonders häufig sind die beiden Minerale Orthoklas und Nephelin.
Im Pilanesberg alkaline complex treten montanwirtschaftlich interessante Gehalte von Zirkonium, Niob, Tantal und Seltenerdmetallen auf.

Topographische Karte der Umgebung von Pilanesberg

## Verkehr
In unmittelbarer Nachbarschaft am Südostrand des Parks liegt der Pilanesberg International Airport (IATA-Code: NTY, ICAO-Code: FAPN), der jährlich von etwa 40.000 Passagieren genutzt wird und über eine 2750 Meter lange, asphaltierte Start- und Landebahn verfügt.
Der Flughafen wurde 1981 von der Regierung Bophuthatswanas erbaut, um der steigenden Touristenzahl des Nationalparks und von Sun City gerecht zu werden.